# Rod Stewart
Roderick David Stewart (født 10. januar 1945) er en skotsk/engelsk sanger, som er født og opvokset i London. Han opfatter sig selv som skotsk, fordi hans far var fra Skotland. Han var medlem af grupperne The Jeff Beck Group og The Faces før han gik solo. Han er gift med den tidligere model Penny Lancaster (født 15. marts 1971).
Det vurderes, at Stewarts salg af album og singler har indbragt ham mere end 100 millioner, og at han let kunne komme på listen af bedst sælgende musikere. Han er måske bedst kendt for sin hæse stemme. Hans største hit til dato er Da Ya Think I'm Sexy? fra 1978, som han aldrig selv har taget særligt alvorligt.

## Begyndelsen
Rod Stewart er den yngste af fem børn og er født i Highgate i North London. Hans forældre er Robert Joseph Stewart og Elsie Stewart, som havde deres egen butik. Rod og hans mor, Elsie, er de eneste i familien, der er født i London. Hans far, to brødre og to søstre er alle født i Skotland.
Få minutter før Rod blev født, ramte en tysk V-2 en politistation længere nede ad gaden.

## 1960- 1969
Tidligt i 1962 var han med til at skabe The Ray Davies Quartet, der senere blev det succesfulde engelske band The Kinks. Han var deres forsanger. Han optrådte mindst en gang med gruppen, men blev hurtigt smidt ud på grund af klager over hans stemme. Det var trommeslageren John Starts mor, der sagde, at Rods personlighed og stemme var for forskellig fra resten af gruppen.
Efter at Rod Stewart kom tilbage til Connecticut i 1964, blev han optaget i Jimmy Powell & the Five Dimensions som sanger og mundharmonikaspiller. Bandet indspillede en single på Pye Records.
Long John Baldry så Rod optræde og bad ham være med i The Hoochie Coochie Men. De indspillede singlen:” Good Morning Little Schoolgirl”, der ikke nåede hitlisterne. Bandet udviklede sig til Steampacket og havde Stewart som sanger, Baldry sanger, Julie Driscoll sanger, Brian Auger på orgel, Mickey Waller på trommer og Vic Briggs på guitar. Steampacket var blandt andet på tour med The Rolling Stones og the Walker Brothers i sommeren 1965.
De indspillede sange, som først blev udgivet på et album i 1970, efter at Stewart var blevet kendt i musikkens verden. Rod fik også tilnavnet Rod the Mod, efter hans medvirken i BBC dokumentarfilmen mod subkulturen i 1965.
Steampacket gik hver til sit i 1966, da Stewart blev forsanger for gruppen Shotgun Express. Der var også Beryl Marsden, Mick Fleetwood og Peter Green. Gruppen udgav en single, før den blev opløst.
Stewart blev sanger i Jeff Beck Group I 1968 kom deres første album, Truth, og det blev en succes på begge sider af Atlanten. Gruppen begyndte derefter på deres tour. Deres 2. album: Beck- Ola blev også et hit i 1969, men bandet blev opløst i slutningen af året.
Rod Stewart var gæstesanger i 1970 for det australske band Python Lee- Jackson i sangen "In a broken dream". Hans løn var sæder til hans bil. Sangen blev genudgivet i 1972 og blev et verdenshit.

## 1969- 1975
Det amerikanske band Cactus havde tilbudt Rod et job som forsanger, men han besluttede at være med i The Faces sammen med Ron Wood. Wood havde spillet bas sammen med Jeff Beck Group, men ville skifte til guitar
Rod underskrev desuden en solokontrakt med Sony Records. An old raincoat won’t ever let you down blev hans første soloalbum i 1969 (det blev kendt som: ”The Rod Stewart Album” i U.S.A). Det etablerede hans solokarriere som et mix af rock og countryblues. Alt sammen fortalt på en følsom måde af den engelske arbejderklassedreng. Der var både originalt materiale (”Cindy’s Lament” og titelsangen) og coverversioner (Ewan MacColl’s ”Dirty Old Town” og Mike d’Abo’s ”Handbags and Gladrags") på albummet.
The Faces udgav deres debutalbum: ”First Step” i starten af 1970'erne, der med sin rock ‘n’ roll-stil lignede The Rolling Stones. Mens albummet havde større succes i England end i U.S.A., fulgte The Faces det hurtigt op med en turné. Stewart udgav sit 2. album ”Gasoline Alley” i efteråret. Rod Stewarts nye album lignede det første for eksempel ved det dynamiske og uforglemmelige titelnummer, men nu blev mandolinen introduceret i lyden. Han havde også en solo-tour.
Stewarts soloalbum i 1971: Every Picture Tells A Story gjorde ham for alvor kendt, da sangen: ”Maggie May” nåede radiostationerne. Albummet og singlen blev i september både nummer 1 i U.S.A. og England. ”Maggie May” er også blevet nævnt af The Rock and Roll Hall of Fame på listen "500 Songs that Shaped Rock and Roll", hvor Rod Stewart også har tre andre sange med.
Det 2. Faces album, “Long Player,” blev udgivet i starten af 1971, og det fik mere succes end det første, ”First Step”. The Faces fik også deres første og eneste top 40 U.S.A. hit med ”Stay with me” fra deres 3. album: ”A nod is a good as a wink…to be a blind horse” der blev udgivet sent i 1971. Det album nåede top 10 på begge sider af Atlanten.
The Faces havde en omfattende tour i 1972, men Rod Stewart havde større succes med sin solokarriere end med bandet. Stewart udgav ”Never a dull moment” samme år. Ved at gentage ”Every picture” blev albummet nummer 2 på den amerikanske album chart og nummer 1 i England og fik gode anmeldelser af kritikerne.
“Ooh la la” fra 1973 blev The Faces sidste album. Albummet gik ind som nummer 1 i England og nummer 21 i U.S.A.. The Faces begyndte i 1974 deres “Ooh la la” tour som blev deres sidste.
Bandet blev officielt opløst i 1975, da Ron Wood blev medlem af The Rolling Stones som guitarist og Rod Stewart forfulgte sin solokarriere.
Stewart udgav albummet: “Smiler” sent i 1974 men det blev en skuffelse. I England blev det nummer 1, og singlen ”Farewell” nummer 7, men det blev kun til en 13. plads på Billboard pop album charts og singlen ”Mine for me” blev kun nummer 91 på Billboard pop singles charts. ”Smiler” bliver generelt betragtet som Stewarts dårligste album fra ’70erne. Det var også hans sidste album for Mercury Records. Efter udgivelsen af dobbeltalbummet ”The best of Rod Stewart” skiftede han over til Warner Bros. Records og blev hos dem gennem størstedelen af sin karriere.

## 1975–1981
I 1975 flyttede Rod Stewart til U.S.A. og søgte om et statsborgerskab sammen med sin kæreste Britt Ekland, for at undgå engelsk skat. Han udgiver ”Atlantic Crossing” for sit nye pladeselskab og bruger produceren Tom Dowd. Albummet markerer. at han er tilbage ved at komme ind på top 10 Billboard album charts. Den første single, et covernummer af Sutherland Brother sangen ”Sailing” bliver at massivt nummer 1 hit i England, mens det kun opnår en plads i den amerikanske Top 60 album charts. Singlen kommer tilbage et år senere, da den bliver brugt som tema sang i BBC dokumentar serie om HMS Ark Royal. Det er Stewarts bedst sælgende single i England.
Sidst i 1976 toppede Stewart Billboard single charts-listen i otte uger, og den australske single chart med balladen: ”Tonight’s the night” ledsaget af en musikvideo, hvor Ekland medvirkede. Den kom fra albummet: ”A night on the town” der røg ind på Billboard album charts som nummer 2, og det var Stewarts første album der solgte platin. ”The first cut is the deepest” er et covernummer af Cat Stevens, og den gik ind på top 30 i U.S.A i 1977, og som nummer 1 i England (selvom mange tror, at ”God save the Queen” af Sex Pistrol solgte mere i den uge). ”The killing of Georgie (part I & II)” som handlede om et mord på en homoseksuel mand kom også ind som et top 40 hit for Stewart i 1977.
”Foot loose & fancy free” fra 1978 forsatte Rod Stewarts succes i The charts, nåede op som nummer 2, og albummet lød meget som 'A night on the town.” Hit singlen fra det album var: ”You’re in my heart” der gik ind som nummer 4 i U.S.A. Stewarts udseende skiftede i den periode til et glam rock look. Det inkluderet make-up, spandex tøj og så videre
Rod scorede endnu et engelsk nummer 1 med: ”Da ya think I’m sexy” hvilket var et nummer 5 hit på Billboard black chart på grund af dens diskolyd. Det var singlen fra albummet i 1979: ”Blondes have more fun… or do they?” der gik ind som nummer 1, og solgte over 4 millioner albums. Det var Stewarts nummer 1 album på Billboard album charts i 25 år.
Der har gennem hele Stewarts karriere været to slags kritikere. En var for eksempel Rolling Stones bladet fra 1980:
”Sjældent har en sanger haft sådan et unikt talent som Rod Stewart; aldrig har nogle bedraget sit talent så fuldstændigt. Engang havde han det mest medfølende fremtræden, men er nu blevet en mavesur parodi på sig selv, men sælger stadig flere skiver end aldrig før… fuld af den belønning som han modtager for sit arbejde men tilsyneladende uden aldrig at bemærke det. Han byttede passionen til fordel for indstillinger og det romantiske flirten blev til en plage. Det hele blev til et plat komedie spil.”
Den anden anerkender, at Stewart aldrig har overgået sit tidligste arbejde, men hævder med albummene: ”Never a dull moment” og især ”Smile” at formelen blev tørlagt, og at han blev nødt til at ændre sin musikalske vej. Desuden havde Stewarts tidligere solokarriere levet med hjælp fra The Faces på hans mindre inspirerende dage, uden The Faces blev den side af ham mere tydeligt. I betragtning af det, konkludere de at hans albums fra den periode ikke er så dårlige, og at især ”Atlantic Crossing” og ”A night on the town” er mere end bare inspirerende.
Et centralt punkt i den debat var sangen ”Da ya think I’m sexy.” For kritikkerne var den indbegrebet af Stewarts egoisme og lavpunktet af hans karriere. Tilhængerne benægtet det: det var Stewarts forsøg på at opnå diskolyden, ligesom Paul McCartney med sangen ”Silly love songs” og The Rolling Stones ”Miss you.” I interviews benægtede Stewart at sangen var et selvportræt. Under alle omstændigheder var sangens omkvæd mage til den brasilianske sanger Jorge Ben Jors sang ”Taj Mahal”, så det blev til en retssag, hvor Jorge vandt. Stewart donerende pengene fra sangen til UNICEF, og han optrådte i en velgørenheds koncert for UNICEF i United Nations Feneral Assembly i 1979.
Rod skiftede musikalsk, da han udgav albummet ”Foolish behaviour” i 1980. Det blev ikke modtaget godt og havde kun en hit single, sangen ”Passion.” I 1981 udgav Rod albummet: ”Tonight I’m yours” hvor titelsangen og ”Young turks” begge nåede Top 5 of the Billboard charts, og albummet solgte platin.
Den 18. december 1981 spillede Rod Stewart sammen med Kim Carnes og Tina Turner i Los Angeles forum. Dette show blev sent i fjernsynet hvor over 35 millioner mennesker så det.

## 1982- 2001
Stewarts karriere begyndte at falde lidt. Han havde kun 3 top 10 singles mellem 1982 og 1988 selvom ”Baby Jane” blev hans 6. og sidste nummer 1 i England i 1983. Tilsvarende solgte hans album ”Camouflage” guld i England. En genforening med Jeff Beck blev succesfuld med coveret af Curtis Mayfields ”People get ready”, men da de begyndte på deres tour brød den sammen efter et par gange. Rod opnåede en 2. plads med ”Every beat of my heart” en sang der var designet lidt som ”Sailing.”
I 1988 kom han tilbage med ”Out of order” der var produceret sammen med Duran Duran Andy Taylor og Bernard Edwards fra CHIC. ”Forever young” og ”Lost in you” fra det album blev begge vigtige hits på Billboards hot 100. (”Forever young” var en version af Bob Dylans sang med samme navn. Men de opnåede sammen en aftale om at dele udbyttet fra sangen.)
Januar 1989 blev der solgt ud til Rods koncert for albummet: Out of order” i Sydamerika. Publikummet var ellevilde, og de fik ofte Rod og hans band til at stoppe op og lytte, fordi de kendte hver eneste ord fra alle hans sange. I det berømte Buenos Aires River Plate Stadium var der sæder til ca. 70.000 men der er blevet vurderet at der var mere end 90.000, men flere hundrede udenfor stadionet. Der blev brugt brandsprøjter til at over sprøjte folk for at undgå at de faldt om af udmattelse og blev overophedede. Spændingen var på maksimal.
Selv om det var hårdt at krydse Sydamerikas tvivlsomme landeveje med 3 separate konvojer, fyldt med udstyr med blandt andet million dyrt lys show og scener (på grund af en vogn blev fanget af et jordskred måtte en koncert i Brasilien udsættes), forsatte koncerterne på det stramme og opslidende skema. De vovede sig ind i byer, på grund af fansene der var elektriske for at hører musikken, se sangeren og ikke mindste på grund af at han var villig til at optræde for dem.
Stewarts version af Tom Waits sang “Downtown train”, blev nummer 2 på den amerikanske chart i 1990. Denne sang var taget fra albummet ”Storyteller.” Det næste album ”vagabond heart” forsatte hans comeback med singlerne ”Rhythm of my heart” og ””Motown song” der begge kom ind på top 10. Det var også i 1990 han sammen med Tina Turner indspillede ”It takes two” som nåede en 5 plads i den engelske chart liste.
I 1993 indspillede han sammen med Sting og Bryan Adams sangen ”All for love” til filmen: De tre musketerer, singlen gik ind på 1. pladsen i U.S. charts.
Det var også i 1993, at han blev genforenet med Ron Wood, og med en talentfuld gruppe indspillede han et Unplugged for MTV. For første gang samlede Rod Stewart en gruppe der kunne gøre hans tidligere arbejder ære. Højdepunkterne var blandt andet en varm ”Handbags and gladrags,” en rasende ”Cut across shorty,” og fire numre fra albummet ”Every pocture tells a story.” Showet indeholdt også en akustisk version af Van Morrison ”Have i told you lately that i love you,” hvilken toppede den aktuelle Billboard chart og kom med på top 10 over Billboards hot 100 liste. ”Unplugged” albummet blev til en 2. plads på Billboard album chart.
Rod Stewart blev optaget i Rock and Roll Hall of Fame i 1994.
“When we were the new boys” blev hans sidste album for Warner Bros. Records der blev udgivet i 1998, og som indeholdte sange fra blandt andre Oasis og Primal scream, og fik en 2 plads i England. I 2000 besluttede Stewart sig for at forlade Warner Bros. Records og flytte til Atlantic Records, der er en anden afdeling af Warner Bros. gruppen. I 2001 udgav han sit eneste album “Human” for Atlantic, der ikke gjorde det så godt. Det nåede kun en plads i top 50 i 2001 med singlen ”I can’t deny it.” På grund af det dårlige salg droppede Atlantic Records ham og han skrev i stedet kontrakt med Clive Davis nye J records.
Hans opsamlingsalbum The story so far: The very best of” afsluttede hans tid hos Warner Bros. og det blev til en top 10 i England, og fik 1. pladsen i lande som Belgien og Frankrig i 2001.

## 2001 – 2010
I de sidste år har Stewart mest fokuseret på at synge sange fra 1930'erne og 1940'erne fra ”Great American songbook” skrevet af sangskriver som Irving Berlin, Cole Porter, Ira Gershwin og George Gershwin, med stor succes hos publikummet men kun jævnt hos kritikerne. Disse album er blevet udgivet på Clive Davis’ J Records, og har fået Stewart salg af plader til at være på højde med 1970erne succes.
Det første album fra serien, ”It had to be you… The great Aerican songbook” nåede en 4 plads på US album charts, 8. i England og 10. i Canada da det blev udgivet sent i 2002. Singlen ”These foolish things” gik ind på en 13 plads på Billboard, og nummer 2 i Taiwan. ”They can’t take that away from me” blev til en plads på internettet charts top 20, og til en plads i top 30 i de aktuelle charts.
Det andet album fra serien “As time goes be: The great American songbog 2” fik en 2. plads i England, og en 4. i Canada. Duetten med Cher ”Bewitched, bothered and bewildered” fik en plads på top 20 aktuelle charts, og blev nummer 5 i Taiwan. ”Time after time” var også en single der kom på den liste.
En musical med mange af Rods sange blev opført den 7. november 2003 i Victoria Palace theatre i London. Det var blevet skrevet og instrueret af Ben Elton, der også havde lavet en lignede med ”We will rock you” med musik af Queen.
I 2004 blev Stewart genforenet med Ron Wood for at lave koncerter med materiale fra The Faces. Et Rod Stewart og The Faces best of album ”Changing faces” nåede en plads på top 20 i England. Der blev også udgivet et komplet box set med The Faces: ”Five guys walk into a bar.” Sammen med Ron arbejder han stadig på albummet ”You strum, I’ll sing.”
Oktober 2004 kom singlen “Young turks” på det populære videospil Grand theft auto: San Andreas.
Sent i 2004 blev det 3. album i serien “Stardust… The great American songbook 3” udgivet. Det var hans første nummer 1 i U.S.A. i over 25 år, det solgte over 200.000 albums den første uge. Det blev også nummer 1 i Canada, nummer 3 i England og fik en plads i top 10 i Australien. Hans version af Louis Armstrong sammen med Stevie Wonder gik ind på den aktuelle top 20 charts. Han indspillede også en duet sammen med Dolly Parton til albummet ”Baby, it’s cold tonight.” Stewart vandt sin første Grammy Award for det album.
Den 18. oktober 2005 blev det 4. album fra serien udgivet. ”Thanks for the memory: The great American songbook” havde duetter med Diana Ross og Elton John. Indenfor få uger af dens udgivelse blev den nummer 2 på top 200 listen.
Sidst i 2006 vendte Rod Stewart tilbage til rock musikken med udgivelsen af ”Still the same… Great rock classics of our time,” der var et album med milesten fra rock musikken gennem de sidste 4 årtier. Der var blandt andet et covernummer af Creedence Clearwater Revival ”Have you seen the rain” som blev den første single. Albummet blev udgivet den 10. oktober, og det blev nummer 1 på Billboard med 184.000 solgte albums i den første uge. Første pladsen blev hjulpet på vej med en koncert i NYC der blev vist af MSN music, og en optræden i Dancing with the stars (på dansk: Vild med dans). Han optrådte med sange fra sit nye album live fra Nokia Theater den 9, oktober. Showet blev udsendt live på MSN, og i 117 biografer rundt i landet. BBC er blevet citeret den 1 november 2006 i The Breakfast Show for at have sagt, at Rod Stewart er en af de bedste sælgende artister i historien, med over 250 millioner solgte albums.
Den 12. december (årstal?) optrådte han for første gang til The Royal Variety Performance i London Coliseum foran prins Charles og hertuginde Camilla. Han sang Cat Stevens ”Father and son” og Bonnie Tyler ”It’s a heartache.”
I 2009 udgav Rod Stewart sit 25. studioalbum med titlen "Soulbook". På dette album var materialet covernumre inden for Motown- og Soul-genren.
I 2010 udgav Rod Stewart det femte og sidste album i serien "Fly Me to the Moon... The Great American Songbook Volume V".

## 2011 –
I 2012 udgav Rod Stewart sit eneste julealbum med titlen "Merry Christmas, Baby". På albummet er der duetter med bl.a. Michael Bublé og Mary J Blige. I et interview blev Stewart spurgt, hvorfor det skulle tage 50 år i musikbranchen, før han udgav sit første julealbum. Til det svarede Stewart, at han (i det meste af sin karriere) opfattede sig selv som rockmusiker, og rockmusikere udgiver ikke julemusik. Han kommenterede også, at den slags ændrer sig med alderen.
I 2013 vendte Rod Stewart tilbage til rock-genren med albummet "Time". Alle nye sange på albummet er skrevet af Rod Stewart selv, og albummet solgte dobbelt platin in England. På flere af sangene ser Stewart tilbage på et langt liv, f.eks. med numrene "Brighton Beach", der handler om brud med en ungdomskæreste, og "Can't Stop Me Now", der handler om karrierestarten i musikbranchen.
I 2015 udgav han endnu et album i rockgenren. Titlen er "Another Country".

## Privatliv
I 1999 fik Stewart konstateret kræft i skjoldbruskkirtlen, som han blev opereret for i juli 2000. operationen ændrede hans berømte stemme, og han blev nødt til at lære at synge igen. Derefter er han blevet aktiv i The City of Hope-fonden for at finde måder at kurere kræft på, specielt dem der berører børn.
Stewart er stadig fysisk aktiv og spiller fodbold i Palos Verdes i Californien. Han skyder også stadig bolde ud til publikum under koncerter. Når han bliver spurgt om forholdene til rock’n roll, holder han på at det er hans kærlighed til at spille fodbold, der har reddet ham. Han er stor fan af Celtic F.C. og det skotske nationalhold i London.
Stewart har formået at beholde sin karakteristiske frisure.
Rod Stewart er også kendt for at eje en af 400 Enzo Ferrari'er.
Den 11. oktober 2005 fik Stewart sin egen flise på Hollywood Walk of Fame.
Den 18. og 19. april (årstal?) var Stewart gæstedommer på American Idol og opfordrede de syv deltagere til at synge sange fra The Great American Songbook.
I 2016 blev Rod Stewart slået til ridder (MBE), og kan nu kalde sig sir Roderick.

### Forhold
Stewart er kendt for sine affærer med attraktive kvinder. Han er far til otte børn med fem kvinder; det ældste er født i 1964, det yngste er født i 2011.
- 1963- 1964: Kunststuderende Susannah Boffey fik datteren Sarah Thubron Streether (født i 1964), som blev bortadopteret i England.
- 1971- 1975: Affære med modellen Dee Harrinton
- 1975- 1977: Forhold til skuespillerinden Britt Ekland
- 1979- 1984: Gift 1. gang med Alana Hamilton (ekskone til skuespilleren George Hamilton). Datteren Kimberly Stewart (født i 1979) og sønnen Sean Stewart (født i 1980).
- 1983- 1990: Forhold til modellen Kelly Emberg som fik datteren Ruby Stewart (født i 1987).
- 1990- 2006: Gift 2. gang med modellen Rachel Hunter. De fik en datter Renée Stewart (født i 1992) og en søn Liam Stewart (født i 1994). Rod blev citeret for at havde sagt, at han hellere ville have sin penis skåret af end at bedrage hende. De søgte senere om skilsmisse.
- 1999 – : Gift 3. gang den 16 juni 2007 blev Rod gift med Penny Lancaster under en privat ceremoni i Italien[2]. Sammen har de sønnerne Alastair Wallace Stewart, som blev født den 27. november 2005 og Aiden Patrick Stewart født den 16. februar 2011.

Stewart er citeret for "I stedet for at blive gift igen, vil jeg finde mig en kvinde, jeg ikke kan lide og bare forære hende et hus".

## Diskografi
| År   | Album                                                         | Højeste hitlisteplacering | Højeste hitlisteplacering | Højeste hitlisteplacering | Højeste hitlisteplacering | Højeste hitlisteplacering | Højeste hitlisteplacering | Højeste hitlisteplacering | Højeste hitlisteplacering | Højeste hitlisteplacering | Højeste hitlisteplacering | Certificering |
| År   | Album                                                         | UK                        | AUS                       | CAN                       | GER                       | JPN                       | NLD                       | NOR                       | NZ                        | SWE                       | US                        | Certificering |
| ---- | ------------------------------------------------------------- | ------------------------- | ------------------------- | ------------------------- | ------------------------- | ------------------------- | ------------------------- | ------------------------- | ------------------------- | ------------------------- | ------------------------- | --- |
| 1969 | An Old Raincoat Won't Ever Let You Down                       | —                         | 31                        | —                         | —                         | —                         | —                         | —                         | —                         | —                         | 139                       | |
| 1970 | Gasoline Alley                                                | 62                        | 24                        | 32                        | —                         | —                         | —                         | —                         | —                         | —                         | 27                        | |
| 1971 | Every Picture Tells a Story                                   | 1                         | 1                         | 1                         | 23                        | 84                        | 2                         | 9                         | —                         | —                         | 1                         | - US: Platinum |
| 1972 | Never a Dull Moment                                           | 1                         | 3                         | 1                         | 37                        | 56                        | 2                         | 8                         | —                         | —                         | 2                         | - US: Gold |
| 1974 | Smiler                                                        | 1                         | 8                         | 11                        | —                         | 65                        | —                         | 19                        | 29                        | —                         | 13                        | - UK: Gold |
| 1975 | Atlantic Crossing                                             | 1                         | 1                         | 21                        | 11                        | 87                        | 2                         | 1                         | 2                         | 5                         | 9                         | - GER: Gold - UK: Platinum - US: Gold |
| 1976 | A Night on the Town                                           | 1                         | 1                         | 1                         | 29                        | 23                        | 5                         | 1                         | 1                         | 1                         | 2                         | - AUS: 6× Platinum - CAN: 2× Platinum - UK: Platinum - US: 2× Platinum                                                                                      |
| 1977 | Foot Loose & Fancy Free                                       | 3                         | 1                         | 1                         | 34                        | 19                        | 1                         | 6                         | 1                         | 6                         | 2                         | - CAN: 4× Platinum - UK: Platinum - US: 3× Platinum |
| 1978 | Blondes Have More Fun                                         | 3                         | 1                         | 1                         | 9                         | 2                         | 3                         | 2                         | 1                         | 1                         | 1                         | - FRA: 2× Gold - GER: Gold - UK: Platinum - US: 3× Platinum                                                                                                 |
| 1980 | Foolish Behaviour                                             | 4                         | 9                         | 21                        | 23                        | 19                        | 8                         | 12                        | 3                         | 3                         | 12                        | - CAN: Platinum - FRA: Gold - UK: Platinum - US: Platinum                                                                                                   |
| 1981 | Tonight I'm Yours                                             | 8                         | 11                        | 1                         | 42                        | 19                        | 12                        | 20                        | 4                         | 2                         | 11                        | - CAN: 2× Platinum - UK: Gold - US: Platinum |
| 1983 | Body Wishes                                                   | 5                         | 14                        | 15                        | 2                         | 19                        | 6                         | 10                        | 25                        | 3                         | 30                        | - CAN: Platinum - FRA: Gold - GER: Platinum - UK: Gold |
| 1984 | Camouflage                                                    | 8                         | 34                        | 31                        | 6                         | 17                        | 13                        | 16                        | —                         | 7                         | 18                        | - UK: Silver - US: Gold |
| 1986 | Every Beat of My Heart                                        | 5                         | 16                        | 9                         | 4                         | 28                        | 13                        | 12                        | —                         | 3                         | 28                        | - GER: Gold - UK: Gold |
| 1988 | Out of Order                                                  | 11                        | 23                        | 2                         | 6                         | 67                        | 37                        | 11                        | 47                        | 1                         | 20                        | - BRA: Gold - CAN: 5× Platinum - SWE: Gold - UK: Gold - US: 2× Platinum                                                                                     |
| 1991 | Vagabond Heart                                                | 2                         | 1                         | 2                         | 3                         | 34                        | 31                        | 6                         | 2                         | 2                         | 10                        | - AUT: Gold - CAN: 3× Platinum - FRA: Gold - GER: Platinum - SWE: Platinum - SWI: 2× Platinum - UK: Platinum - US: Platinum                                 |
| 1995 | A Spanner in the Works                                        | 4                         | 28                        | 2                         | 9                         | 26                        | 23                        | 6                         | 13                        | 2                         | 35                        | - CAN: Platinum - UK: Gold - US: Gold |
| 1998 | When We Were the New Boys                                     | 2                         | —                         | 25                        | 16                        | 48                        | —                         | —                         | —                         | 6                         | 44                        | - UK: Gold |
| 2001 | Human                                                         | 9                         | —                         | —                         | 9                         | 66                        | —                         | —                         | —                         | 13                        | 50                        | - UK: Gold |
| 2002 | It Had to Be You: The Great American Songbook                 | 8                         | 5                         | 10                        | 26                        | 238                       | 11                        | 16                        | 46                        | 24                        | 4                         | - ARG: Platinum - AUS: 3× Platinum - BRA: Platinum - CAN: 3× Platinum - POL: Platinum - SWE: Gold - UK: 2× Platinum - US: 3× Platinum                       |
| 2003 | As Time Goes By: The Great American Songbook, Volume II       | 4                         | 7                         | 1                         | 38                        | 152                       | 35                        | —                         | 42                        | 8                         | 2                         | - ARG: Platinum - AUS: 2× Platinum - BRA: Platinum - CAN: 2× Platinum - POL: Platinum - SWE: Gold - UK: 2× Platinum - US: 2× Platinum                       |
| 2004 | Stardust: The Great American Songbook, Volume III             | 3                         | 8                         | 1                         | —                         | 40                        | 13                        | 17                        | 29                        | 3                         | 1                         | - AUS: Platinum - BEL: Gold - NZL: Gold - POL: Gold - SWE: Platinum - UK: Platinum - US: Platinum                                                           |
| 2005 | Thanks for the Memory: The Great American Songbook, Volume IV | 3                         | 15                        | 2                         | 59                        | 83                        | 33                        | —                         | 20                        | 5                         | 2                         | - AUS: Gold - IRE: Gold - POL: Gold - SWE: Gold - UK: Platinum - US: Platinum                                                                               |
| 2006 | Still the Same... Great Rock Classics of Our Time             | 4                         | 16                        | 1                         | 8                         | 30                        | 51                        | —                         | 1                         | 5                         | 1                         | - AUS: Platinum - BRA: Gold - CAN: Platinum - HUN: Gold - IRE: 2× Platinum - NZL: 2× Platinum - POL: Gold - ESP: Gold - SWE: Gold - UK: Platinum - US: Gold |
| 2009 | Soulbook                                                      | 9                         | 11                        | 3                         | 33                        | 71                        | 95                        | —                         | 4                         | 4                         | 4                         | - AUS: Platinum - CAN: Platinum - HUN: Platinum - IRE: Gold - NZL: Platinum - POL: Gold - SWE: Gold - UK: 2× Platinum                                       |
| 2010 | Once in a Blue Moon: The Lost Album                           | —                         | —                         | —                         | —                         | —                         | —                         | —                         | —                         | —                         | —                         | |
| 2010 | Fly Me to the Moon... The Great American Songbook Volume V    | 5                         | 4                         | 4                         | 25                        | 104                       | 78                        | —                         | 9                         | 3                         | 4                         | - AUS: Gold - CAN: Gold - UK: Gold - POL: Platinum |
| 2012 | Merry Christmas, Baby                                         | 2                         | 3                         | 1                         | 22                        | 94                        | 6                         | 7                         | 1                         | 2                         | 3                         | - AUS: Platinum - CAN: 3× Platinum - IRE: Platinum - NZL: 2× Platinum - POL: Gold - UK: 2× Platinum - US: Platinum                                          |
| 2013 | Time                                                          | 1                         | 6                         | 4                         | 4                         | 25                        | 34                        | 25                        | 5                         | 7                         | 7                         | - CAN: Gold - UK: 2× Platinum |
| 2015 | Another Country                                               | 2                         | 9                         | 25                        | 7                         | 103                       | 15                        | 20                        | 8                         | 14                        | 20                        | - UK: Platinum |
| 2018 | Blood Red Roses                                               | 1                         | 15                        | 49                        | 12                        | —                         | 51                        | —                         | —                         | 9                         | 62                        | - BPI: Guld |
| 2021 | The Tears of Hercules                                         | 5                         | 39                        | —                         | 17                        | —                         | 81                        | —                         | —                         | 46                        | —                         | - BPI: Sølv |
| 2024 | Swing Fever with Jools Holland                                |                           |                           |                           |                           |                           |                           |                           |                           |                           |                           | |

## Eksterne kilder og henvisninger
- Wikimedia Commons har flere filer relateret til Rod Stewart
- Officiel hjememside
- Rod Stewart på DR musik
- Rod Stewart på Allmusic
- Rod Stewart på Discogs
- Rod Stewart på MusicBrainz
- Rod Stewart på Last.fm
- Rod Stewart på Myspace
- Rod Stewart på Myspace
- Rod Stewart på Internet Movie Database (engelsk)
- Rod Stewart på The Movie Database (engelsk)
- Rod Stewart på Encyclopædia Britannica Online (engelsk)
- MTV profil af Rod Arkiveret 17. juni 2007 hos  Wayback Machine